# Evansdale (Iowa)
Evansdale ist eine Stadt (mit dem Status „City“) im Black Hawk County im US-amerikanischen Bundesstaat Iowa. Das U.S. Census Bureau hat bei der Volkszählung 2020 eine Einwohnerzahl von 4.561 ermittelt.
Evansdale ist Bestandteil der Waterloo – Cedar Falls metropolitan area.

## Geografie
Evansdale liegt am linken Ufer des Cedar River, der über den Iowa River zum Stromgebiet des Mississippi gehört.
Die geografischen Koordinaten von Evansdale sind 42°28′09″ nördlicher Breite und 92°16′52″ westlicher Länge. Die Stadt erstreckt sich über eine Fläche von 10,67 km², die sich auf 10,49 km² Land- und 0,18 km² Wasserfläche verteilen.
Evansdale liegt im südöstlichen Vorortbereich von Waterloo, dessen Zentrum rund sieben Kilometer nordwestlich liegt. Weitere Nachbarorte von Evansdale sind Elk Run Heights und Raymond (an der nordöstlichen Stadtgrenze), Jesup (20 km östlich) sowie Gilbertville (12 km südöstlich).
Die neben Waterloo nächstgelegenen weiteren größeren Städte sind Rochester in Minnesota (187 km nördlich), Dubuque an der Schnittstelle der Staaten Iowa, Wisconsin und Illinois (142 km östlich), Cedar Rapids (83,7 km südöstlich) und Iowas Hauptstadt Des Moines (183 km südwestlich).

## Verkehr
Der Interstate Highway 380 erreicht rund vier Kilometer östlich von Evansdale seinen nordwestlichen Endpunkt mit der Einmündung in den ebenfalls zum Freeway ausgebauten U.S. Highway 20, der in Ost-West-Richtung durch das Stadtgebiet von Evansdale führt. Alle weiteren Straßen sind untergeordnete Landstraßen, teils unbefestigte Fahrwege sowie innerörtliche Verbindungsstraßen.
Die nordöstliche Stadtgrenze von Evansdale wird von einer Bahnlinie der Canadian National Railway (CN) gebildet.
Der nächstgelegene Flughafen ist der 16 km nordwestlich gelegene Waterloo Regional Airport, von wo aus durch Zubringerflüge mehrerer Fluggesellschaften Anschluss an die Großflughäfen Chicago O’Hare und Minneapolis-Saint Paul hergestellt wird.

## Geschichte
Evansdale entstand im Jahr 1947, als sich die Bewohner der beiden Vorstadtsiedlungen Home Acres und River Forest Area mit einer Volksabstimmung für die Gründung einer selbstständigen Gemeinde entschieden.

## Bevölkerung
Nach der Volkszählung im Jahr 2010 lebten in Evansdale 4751 Menschen in 1987 Haushalten. Die Bevölkerungsdichte betrug 452,9 Einwohner pro Quadratkilometer. In den 1987 Haushalten lebten statistisch je 2,39 Personen.
Ethnisch betrachtet setzte sich die Bevölkerung zusammen aus 94,8 Prozent Weißen, 1,7 Prozent Afroamerikanern, 0,2 Prozent amerikanischen Ureinwohnern, 0,5 Prozent Asiaten sowie 0,4 Prozent aus anderen ethnischen Gruppen; 2,4 Prozent stammten von zwei oder mehr Ethnien ab. Unabhängig von der ethnischen Zugehörigkeit waren 1,7 Prozent der Bevölkerung spanischer oder lateinamerikanischer Abstammung.
23,3 Prozent der Bevölkerung waren unter 18 Jahre alt, 62,8 Prozent waren zwischen 18 und 64 und 13,9 Prozent waren 65 Jahre oder älter. 51,1 Prozent der Bevölkerung waren weiblich.
Das mittlere jährliche Einkommen eines Haushalts lag bei 47.432 USD. Das Pro-Kopf-Einkommen betrug 22.212 USD. 14,1 Prozent der Einwohner lebten unterhalb der Armutsgrenze.